# Zerbrechliche Armleuchteralge
Die Zerbrechliche Armleuchteralge (Chara globularis, Syn.: Chara fragilis) ist ein in Deutschland recht häufiger Vertreter der Armleuchteralgen in nährstoffärmeren Gewässern. Sie erhielt ihren Artnamen auf Grund ihrer brüchigen Konsistenz nach dem Trocknen.

## Verbreitung
Die Zerbrechliche Armleuchteralge ist kosmopolitisch vertreten, jedoch gehäuft in der nördlichen Hemisphäre anzutreffen. In Deutschland und Europa wächst die Alge in oligotrophen bis schwach eutrophen Gewässern und bevorzugt dabei kalkreiches Wasser. In sauren Gewässern ist sie nur wenig anzutreffen, wobei dann häufig sterile Kümmerformen erscheinen.

## Erkennungsmerkmale
Die Zerbrechliche Armleuchteralge ist sehr variabel. In der Literatur werden drei habituell gut unterscheidbare Formen beschrieben:
- Normalform: Die Alge ist lang, robust, dick und reich fruchtend. Sie wächst in ihrem Hauptverbreitungsraum in oligotrophen Gewässern.
- Pionierform: Die Alge ist kurz, feinästig, zerbrechlich und wächst zumeist in oligotrophen Flachgewässern.
- Fließgewässerform: Die Alge ist lang gestreckt, langästig, bildet häufig sterile Oogonien (weibliche Eiknospen) und wächst in Fließgewässern oder tiefen Gewässern.

Die Länge der Armleuchteralge kann stark variieren (zwischen 10 und 120 Zentimetern). Dabei wird ihr Hauptspross etwa 0,3 bis 1,4 mm dick. Die regelmäßig dreifach gefurchte (triplostiche), fein gestreifte Rinde besitzt glatte Furchen und schwer erkennbare Knotenzellen. Das ebenfalls rippenlose Endglied ist häufig zweizeilig. Die Art besitzt keine Stacheln (Stipeln), sondern nur undeutliche Höcker (Stipularen). Die Internodien sind länger als die davon ausgehenden Ästchen, die zu 7 oder 8 im Quirl an einem Spross stehen. Sie sind am Sprossende trichterartig nach oben gewölbt und häufig spitz zulaufend.
Die Zerbrechliche Armleuchteralge bildet monözische Gametangien an berindeten Astknoten aus, die am Grunde der Äste stehen und nicht zusammengedrückt sind. Die Oogonien besitzen etwa 15 Umgänge (Windungen) und kleine Krönchen, die nach der Reife lange ausdauern. Die Oosporen sind länglich ellipsoid geformt, schwarz und besitzen meist 13 Rippen.

## Nomenklatur
Der Name Chara globularis wurde zuerst von Jean Louis Thuillier 1799 geprägt. In der Literatur ist auch der Name „Chara fragilis Desvaux, 1810“ gebräuchlich. Nach der Prioritätsregel ist der ältere Name zu benutzen. Es werden jedoch beide Namen synonym verwendet.